# Équipe cycliste Beltrami TSA-Tre Colli
L'équipe cycliste Beltrami TSA-Tre Colli est une équipe cycliste italienne, ayant le statut d'équipe continentale depuis 2019.

## Histoire de l'équipe
L'équipe est fondée en tant qu'équipe amateur pour la saison 2016 et détient une licence d'équipe continentale depuis 2019. L'équipe est composée exclusivement de coureurs de moins de 23 ans qui participent aux courses des circuits continentaux UCI et du calendrier national. Le sponsor principal depuis la création de l'équipe est le détaillant d'articles de sport Beltrami TSA .
Les premiers succès internationaux de l'équipe sont remportés par Thomas Pesenti lors de la saison 2022 lors du Giro del Medio Brenta et au GP Slovakia l'une des manches de la Visegrad 4 Bicycle Race. Parmi les anciens membres de l'équipe qui ont fait le saut vers une UCI WorldTeam figurent Lorenzo Milesi, Filippo Baroncini et Davide De Pretto.

## Principales victoires
- Giro del Medio Brenta : 2022 (Thomas Pesenti)
- Visegrad 4 Bicycle Race-GP Slovakia : 2022 (Thomas Pesenti)

## Classements UCI
L'équipe participe aux épreuves des circuits continentaux et en particulier de l'UCI Europe Tour. Les tableaux ci-dessous présentent les classements de l'équipe sur les différents circuits, ainsi que son meilleur coureur au classement individuel.
UCI Europe Tour
| UCI Europe Tour | UCI Europe Tour        | UCI Europe Tour                           | UCI Europe Tour |
| Année           | Classement par équipes | Meilleur coureur au classement individuel |                 |
| --------------- | ---------------------- | ----------------------------------------- | --------------- |
| 2020            | 83e                    | Matúš Štoček (690e)                       |                 |
| 2021            | 98e                    | Nicolò Parisini (1466e)                   |                 |
| 2022            | 60e                    | Thomas Pesenti (272e)                     |                 |
|                 |                        |                                           |                 |
| Source : UCI    |                        |                                           |                 |

L'équipe est également classée au Classement mondial UCI qui prend en compte toutes les épreuves UCI et concerne toutes les équipes UCI.
| Classement mondial | Classement mondial     | Classement mondial                        | Classement mondial |
| Année              | Classement par équipes | Meilleur coureur au classement individuel |                    |
| ------------------ | ---------------------- | ----------------------------------------- | ------------------ |
| 2019               | 186e                   | Matúš Štoček (1579e)                      |                    |
| 2020               | 134e                   | Matúš Štoček (870e)                       |                    |
| 2021               | 168e                   | Nicolò Parisini (1992e)                   |                    |
| 2022               | 104e                   | Thomas Pesenti (340e)                     |                    |
| 2023               | 169e                   | Thomas Pesenti (984e)                     |                    |
| 2024               | 180e                   | Nicola Rossi (1320e)                      |                    |
|                    |                        |                                           |                    |
| Source : UCI       |                        |                                           |                    |

## Beltrami TSA-Tre Colli en 2025
Effectif
| Effectif 2025       | Effectif 2025     | Effectif 2025 | Effectif 2025                |
| Cycliste            | Date de naissance | Pays          | Équipe précédente            |
| ------------------- | ----------------- | ------------- | ---------------------------- |
| Tommaso Anastasia   | 12 novembre 2006  | Italie        |                              |
| Andrea Biancalani   | 24 octobre 2000   | Italie        |                              |
| Nicolò D'Alessandro | 23 mai 2006       | Italie        |                              |
| Matteo Falchetti    | 6 juin 2005       | Italie        |                              |
| Gabriel Fede        | 11 janvier 2003   | Italie        |                              |
| Pierluigi Garbi     | 19 septembre 2006 | Italie        |                              |
| Valentino Kamberaj  | 11 mai 2005       | Albanie       |                              |
| Frederik Lykke      | 1 avril 2004      | Danemark      | Tudor Pro Cycling U23 (2024) |
| Thomas Rigamonti    | 5 mai 2006        | Italie        |                              |
| Leonardo Rossi      | 12 juin 2005      | Italie        |                              |
| Giacomo Tagliavini  | 10 mars 2004      | Italie        |                              |
| Raffaele Tela       | 1 octobre 2005    | Italie        |                              |
|                     |                   |               |                              |
| Source : UCI        |                   |               |                              |

Victoires
| Victoires | Victoires | Victoires | Victoires | Victoires | Victoires |
| Date      | Course    | Pays      | Classe    | Vainqueur |           |
| --------- | --------- | --------- | --------- | --------- | --------- |